# Campanula lasiocarpa
Campanula lasiocarpa ist eine boreale Gebirgspflanze aus der Gattung der Glockenblumen (Campanula) in der Familie der Glockenblumengewächse (Campanulaceae).

## Beschreibung
Campanula lasiocarpa ist eine ausdauernde krautige Pflanze, die Wuchshöhen zwischen 2 und 20 Zentimeter erreicht. Die Pflanze hat ein dünnes, verzweigtes Rhizom. Die gestielten Grundblätter sind lanzettlich, 1 bis 6 Zentimeter lang, 2 bis 13 mm breit und scharf gezähnt. Der Stängel ist glatt oder leicht behaart und trägt nur wenige, reduzierte, sitzende wechselständige Stängelblätter. Der Kelch ist tief eingeschnitten und auffällig haarig. Die Blüten sind einzelne, aufrechte, blau-violette Glocken, die gegenüber der kleinen Pflanze sehr groß erscheinen: Die Krone hat einen Durchmesser von 1,5 bis 3,5 cm. Der Fruchtknoten ist dicht wollig behaart, daher das Epitheton "lasiocarpa" ("mit wollig behaarter Frucht"). Die Früchte sind 3–12 mm lange, behaarte, im Alter verkahlende Kapseln.
Die Blütezeit ist Juli und August. Die Blüten werden u. a. von Hummeln besucht.
Die Chromosomenzahl beträgt 2n = 34.

## Vorkommen

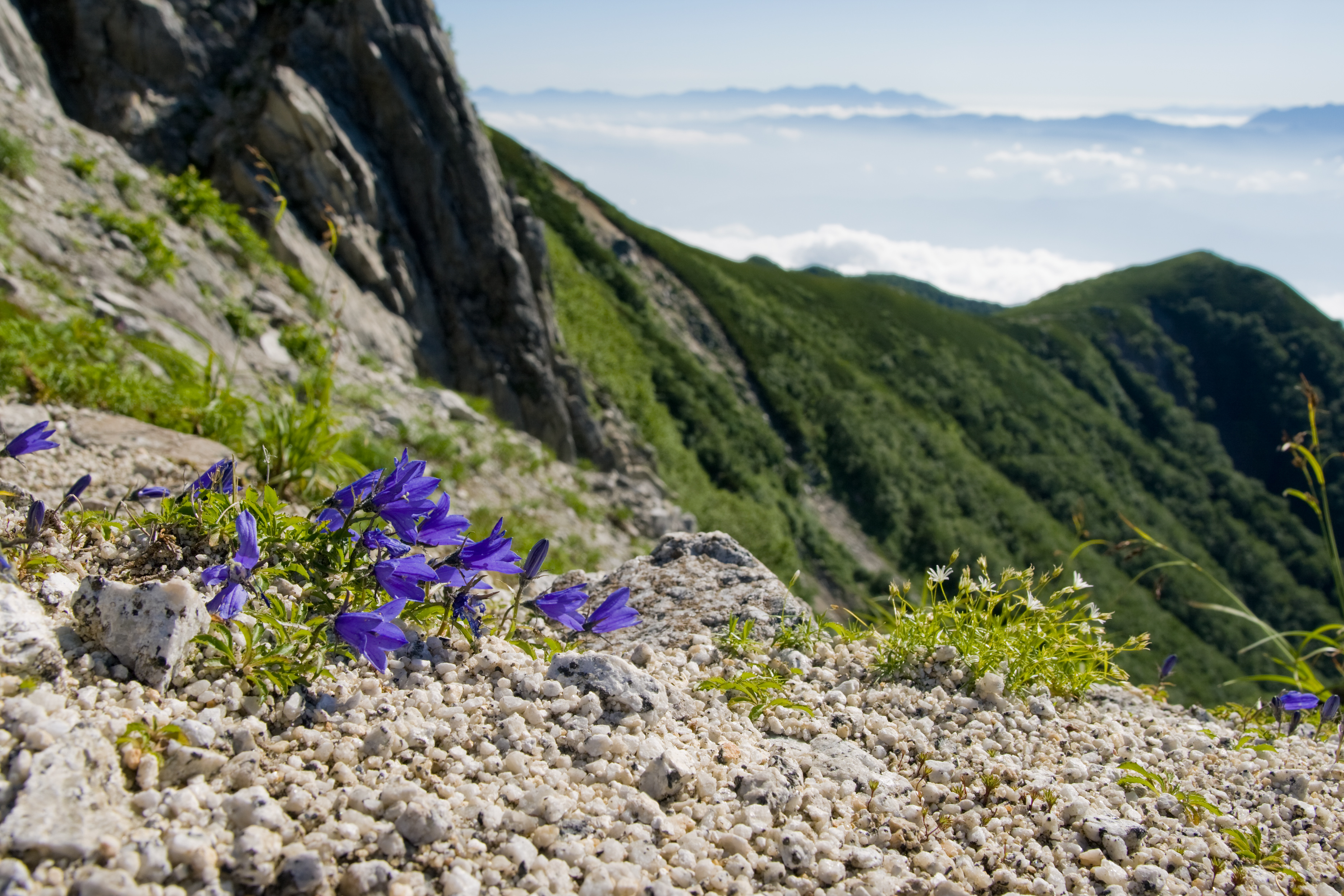
Campanula lasiocarpa vom Utsugi-dake aus dem Kiso-Gebirge in Honshū, Japan

Campanula lasiocarpa wächst in der montanen bis alpinen Zone auf feuchten Wiesen, Wäldern und Felsfluren. Ihr Verbreitungsgebiet in Nordamerika ist Alaska, das Yukon-Territorium, Alberta, British Columbia und Washington. In Asien findet sich diese kleine Glockenblume in Kamtschatka, auf den Kurilen, auf Sachalin und in Japan auf Hokkaidō und Honshū.

## Geschichtliches
Diese Art wurde erstmals vom deutschen Dichter und Naturforscher Adelbert von Chamisso erstbeschrieben, der in den Jahren 1815 bis 1818 an einer Weltumsegelung, der Rurik-Expedition des russischen Kapitäns Otto von Kotzebue, teilnahm und u. a. die Flora Alaskas erforschte. Chamisso veröffentlichte das 1829 in Linnaea Band 4 Teil 1 Seite 39 bis 41. Er fand die Art auf der zu den Aleuten und zu Alaska gehörenden Insel Unalaska Island.